# 바베이도스 축구 국가대표팀
바베이도스 축구 국가대표팀(영어: Barbados national football team)은 바베이도스를 대표하는 축구 국가대표팀으로 바베이도스 축구 협회에서 관리하고 있다. 북중미카리브 축구 최약체로 평가되고 있는 팀들 가운데 하나로 별칭은 'Bajan Tridents (바잔의 삼지창)'이며 1931년 2월 9일 마르티니크와의 경기에서 A매치 첫 경기를 치렀으며 홈 구장은 바베이도스 국립 경기장이다.

## 국제 대회 경력

### FIFA 월드컵
2002년 FIFA 월드컵 북중미카리브 지역 예선 카리브 지역 1조에서 3승 3무·조 1위로 준최종예선까지 오르며 바베이도스 축구 역사상 월드컵 지역 예선 최고 성적을 거두었다.

### CONCACAF 네이션스리그

#### 2019-20년 리그 C
2019-20년 CONCACAF 네이션스리그 예선 25위로 리그 C에 편입되어 미국령 버진아일랜드, 케이맨 제도, 생마르탱과 함께 A조에 배정되어 4승 2패·조 1위로 차기 시즌 리그 B 승격 및 2021년 CONCACAF 골드컵 예선 진출을 확정지었다.

#### 2022-23년 리그 B
리그 B 승격 이후 첫 시즌인 2022-23 시즌에서 앤티가바부다, 쿠바, 과들루프와 함께 A조에 편성되어 6경기 1승 5패·조 최하위에 머물렀다.

#### 2023-24년 리그 B
2023-24 시즌 리그 B에서는 도미니카 공화국, 니카라과, 몬트세랫과 B조에 편성되었으나 6전 전패의 처참한 성적을 받아들이며 3시즌만에 리그 C 강등이 확정되었다.

#### 2024-25년 리그 C
2024-25 시즌 리그 C에서는 바하마, 미국령 버진아일랜드와 A조에 편성되어 4전 전승·조 1위로 1시즌만의 리그 B 복귀 및 플레이인 진출에 성공했으나 플레이인에서 가이아나에 1·2차전 합산 4-9로 대패하면서 2025년 CONCACAF 골드컵 예선 진출에 실패했다.

### 카리브컵
카리브컵에는 7번 출전하여 2005년 대회에서 4위에 이름을 올렸지만 그 당시 본선에 오른 팀이 단 4팀 밖에 없었기 때문에 이 기록은 의미가 없으며 이에 앞서 1990년 대회에도 출전하여 B조 2위로 3·4위전을 앞두고 있던 상황에서 대회 도중 일어난 쿠데타 시도와 설상가상으로 허리케인 '아서'까지 겹치면서 대회를 미처 다 마치지 못한 채 귀국해야만 했다.

## FIFA 월드컵 (본선)
| 년도   | 결과      | 순위      | 경기      | 승        | 무*       | 패        | 득점      | 실점      | 승점      |
| ------ | --------- | --------- | --------- | --------- | --------- | --------- | --------- | --------- | --------- |
| 1930년 | 불참      | 불참      | 불참      | 불참      | 불참      | 불참      | 불참      | 불참      | 불참      |
| 1934년 | 불참      | 불참      | 불참      | 불참      | 불참      | 불참      | 불참      | 불참      | 불참      |
| 1938년 | 불참      | 불참      | 불참      | 불참      | 불참      | 불참      | 불참      | 불참      | 불참      |
| 1950년 | 불참      | 불참      | 불참      | 불참      | 불참      | 불참      | 불참      | 불참      | 불참      |
| 1954년 | 불참      | 불참      | 불참      | 불참      | 불참      | 불참      | 불참      | 불참      | 불참      |
| 1958년 | 불참      | 불참      | 불참      | 불참      | 불참      | 불참      | 불참      | 불참      | 불참      |
| 1962년 | 불참      | 불참      | 불참      | 불참      | 불참      | 불참      | 불참      | 불참      | 불참      |
| 1966년 | 불참      | 불참      | 불참      | 불참      | 불참      | 불참      | 불참      | 불참      | 불참      |
| 1970년 | 불참      | 불참      | 불참      | 불참      | 불참      | 불참      | 불참      | 불참      | 불참      |
| 1974년 | 불참      | 불참      | 불참      | 불참      | 불참      | 불참      | 불참      | 불참      | 불참      |
| 1978년 | 예선 탈락 | 예선 탈락 | 예선 탈락 | 예선 탈락 | 예선 탈락 | 예선 탈락 | 예선 탈락 | 예선 탈락 | 예선 탈락 |
| 1982년 | 불참      | 불참      | 불참      | 불참      | 불참      | 불참      | 불참      | 불참      | 불참      |
| 1986년 | 기권      | 기권      | 기권      | 기권      | 기권      | 기권      | 기권      | 기권      | 기권      |
| 1990년 | 불참      | 불참      | 불참      | 불참      | 불참      | 불참      | 불참      | 불참      | 불참      |
| 1994년 | 예선 탈락 | 예선 탈락 | 예선 탈락 | 예선 탈락 | 예선 탈락 | 예선 탈락 | 예선 탈락 | 예선 탈락 | 예선 탈락 |
| 1998년 | 예선 탈락 | 예선 탈락 | 예선 탈락 | 예선 탈락 | 예선 탈락 | 예선 탈락 | 예선 탈락 | 예선 탈락 | 예선 탈락 |
| 2002년 | 예선 탈락 | 예선 탈락 | 예선 탈락 | 예선 탈락 | 예선 탈락 | 예선 탈락 | 예선 탈락 | 예선 탈락 | 예선 탈락 |
| 2006년 | 예선 탈락 | 예선 탈락 | 예선 탈락 | 예선 탈락 | 예선 탈락 | 예선 탈락 | 예선 탈락 | 예선 탈락 | 예선 탈락 |
| 2010년 | 예선 탈락 | 예선 탈락 | 예선 탈락 | 예선 탈락 | 예선 탈락 | 예선 탈락 | 예선 탈락 | 예선 탈락 | 예선 탈락 |
| 2014년 | 예선 탈락 | 예선 탈락 | 예선 탈락 | 예선 탈락 | 예선 탈락 | 예선 탈락 | 예선 탈락 | 예선 탈락 | 예선 탈락 |
| 2018년 | 실격      | 실격      | 실격      | 실격      | 실격      | 실격      | 실격      | 실격      | 실격      |
| 합계   |           |           |           |           |           |           |           |           |           |

## FIFA 월드컵 (예선)
| 년도   | 경기                                        | 승                                          | 무*                                         | 패                                          | 득점                                        | 실점                                        | 승점                                        |
| ------ | ------------------------------------------- | ------------------------------------------- | ------------------------------------------- | ------------------------------------------- | ------------------------------------------- | ------------------------------------------- | ------------------------------------------- |
| 1930년 | 불참                                        | 불참                                        | 불참                                        | 불참                                        | 불참                                        | 불참                                        | 불참                                        |
| 1934년 | 불참                                        | 불참                                        | 불참                                        | 불참                                        | 불참                                        | 불참                                        | 불참                                        |
| 1938년 | 불참                                        | 불참                                        | 불참                                        | 불참                                        | 불참                                        | 불참                                        | 불참                                        |
| 1950년 | 불참                                        | 불참                                        | 불참                                        | 불참                                        | 불참                                        | 불참                                        | 불참                                        |
| 1954년 | 불참                                        | 불참                                        | 불참                                        | 불참                                        | 불참                                        | 불참                                        | 불참                                        |
| 1958년 | 불참                                        | 불참                                        | 불참                                        | 불참                                        | 불참                                        | 불참                                        | 불참                                        |
| 1962년 | 불참                                        | 불참                                        | 불참                                        | 불참                                        | 불참                                        | 불참                                        | 불참                                        |
| 1966년 | 불참                                        | 불참                                        | 불참                                        | 불참                                        | 불참                                        | 불참                                        | 불참                                        |
| 1970년 | 불참                                        | 불참                                        | 불참                                        | 불참                                        | 불참                                        | 불참                                        | 불참                                        |
| 1974년 | 불참                                        | 불참                                        | 불참                                        | 불참                                        | 불참                                        | 불참                                        | 불참                                        |
| 1978년 | 3                                           | 1                                           | 0                                           | 2                                           | 3                                           | 5                                           | 3                                           |
| 1982년 | 불참                                        | 불참                                        | 불참                                        | 불참                                        | 불참                                        | 불참                                        | 불참                                        |
| 1986년 | 기권                                        | 기권                                        | 기권                                        | 기권                                        | 기권                                        | 기권                                        | 기권                                        |
| 1990년 | 불참                                        | 불참                                        | 불참                                        | 불참                                        | 불참                                        | 불참                                        | 불참                                        |
| 1994년 | 2                                           | 0                                           | 0                                           | 2                                           | 1                                           | 5                                           | 0                                           |
| 1998년 | 4                                           | 2                                           | 0                                           | 2                                           | 2                                           | 3                                           | 6                                           |
| 2002년 | 12                                          | 4                                           | 3                                           | 5                                           | 17                                          | 27                                          | 15                                          |
| 2006년 | 2                                           | 0                                           | 0                                           | 2                                           | 2                                           | 5                                           | 0                                           |
| 2010년 | 4                                           | 1                                           | 1                                           | 2                                           | 2                                           | 10                                          | 4                                           |
| 2014년 | 6                                           | 0                                           | 0                                           | 6                                           | 2                                           | 14                                          | 0                                           |
| 2018년 | 4                                           | 2                                           | 0                                           | 2                                           | 6                                           | 4                                           | 6                                           |
| 합계   | 37                                          | 10                                          | 4                                           | 23                                          | 35                                          | 73                                          | 34                                          |
| 순위   | 월드컵 예선 승점 순위 : 144위 (북중미 20위) | 월드컵 예선 승점 순위 : 144위 (북중미 20위) | 월드컵 예선 승점 순위 : 144위 (북중미 20위) | 월드컵 예선 승점 순위 : 144위 (북중미 20위) | 월드컵 예선 승점 순위 : 144위 (북중미 20위) | 월드컵 예선 승점 순위 : 144위 (북중미 20위) | 월드컵 예선 승점 순위 : 144위 (북중미 20위) |

## CONCACAF 골드컵
- 1963년 ~ 1973년 - 불참
- 1977년 - 예선 탈락
- 1981년 - 기권
- 1985년 ~ 1991년 - 불참
- 1993년 ~ 2019년 - 예선 탈락

## 주요 선수
- 라셰드 줄스
- 리카디오 모리스
- 헤이든 홀리건
- 레하임 사전트
- 매리오 하트